# Atkár, Heves
Atkár  este un sat în districtul Gyöngyös, județul Heves, Ungaria, având o populație de 1.759 de locuitori (2011). 

## Demografie
Componența etnică a satului Atkár
     Maghiari (98,58%)
     Alții (1,42%)
Componența confesională a satului Atkár
     Romano-catolici (59,24%)
     Fără religie (12,73%)
     Reformați (3,58%)
     Necunoscută (23,54%)
     Alte religii (1,88%)
Conform recensământului din 2011, satul Atkár avea 1.759 de locuitori. Din punct de vedere etnic, majoritatea locuitorilor (98,58%) erau maghiari.  Din punct de vedere confesional, majoritatea locuitorilor (59,24%) erau romano-catolici, existând și minorități de persoane fără religie (12,73%) și reformați (3,58%). Pentru 23,54% din locuitori nu este cunoscută apartenența confesională.